# David Huff (baseball)
Pour les articles homonymes, voir David Huff et Huff (homonymie).
David Gregory Huff (né le 22 août 1984 à San Diego, Californie, États-Unis) est un lanceur gaucher de la Ligue majeure de baseball.

## Carrière

### Carrière scolaire et universitaire
Après avoir fréquenté l'Edison High School à Huntington Beach (Californie) où il porte les couleurs des Edison Chargers, David Huff suit des études supérieures à l'Université de Californie à Irvine, puis à UCLA. En 2006, il signe 7 victoires pour 4 défaites en 16 matches (dont trois matchs complets) avec les UCLA Bruins pour une moyenne de points mérités de 2,98 et 100 retraits sur des prises en 129,2 manches lancées.

### Carrière professionnelle
Il est repêché au premier tour de sélection par les Indians de Cleveland le 6 juin 2006. Il perçoit un bonus de 900 000 dollars à la signature de son premier contrat professionnel le 21 juillet 2006. Sa progression au sein des clubs-écoles des Indians en Ligues mineures et très rapide. Il évolue en Triple-A dès 2008 et reçoit le Trophée Bob Feller récompensant le meilleur lanceur de l'organisation des Indians en mineures.
Auteur d'un excellent début de saison 2009 en Triple-A avec les Columbus Clippers (5 victoires pour 1 défaite en 7 matches), David Huff fait ses débuts en Ligue majeure le 17 mai 2009 face aux Rays de Tampa Bay.
Huff lance son premier match complet en Ligue majeure le 15 avril 2010, à l'occasion du Jackie Robinson Day, lors d'une partie jouée à Progressive Field face aux Rangers du Texas (victoire de 3-2). C'est là un de ses rares moments forts de l'année puisqu'il termine la saison avec seulement 2 victoires et 11 défaites, ainsi qu'une moyenne de points mérités de 6,21 en 15 départs. Le 29 mai, il est atteint à la tête par une balle frappée par Alex Rodriguez des Yankees de New York mais s'en tire sans conséquences fâcheuses.
En 2011, Huff fait beaucoup mieux avec une moyenne respectable de 4,09 points mérités accordés par partie, mais il n'a pas de chance dans la colonne des victoires et des défaites puisque son dossier est de 2-6.
Il effectue quatre départs et ajoute deux présences comme lanceur de relève pour Cleveland en 2012. Il maintient une moyenne de 3,38 en 26 manches et deux tiers lancées, avec trois victoires et un revers.
Il amorce 2013 chez les Indians et après trois matchs en relève est réclamé au ballottage par les Yankees de New York le 25 mai. Sa moyenne s'élève à 4,67 en 34 manches et deux tiers lancées pour les Yankees. Il termine sa saison 2013 avec trois victoires, une défaite et une moyenne de points mérités de 5,50 en 37 manches et deux tiers lancées au total en 14 matchs pour Cleveland et New York. Il amorce deux matchs comme lanceur partant pour les Yankees.
Le 24 janvier 2014, les Yankees vendent le contrat de Huff aux Giants de San Francisco. Huff fait 16 apparitions en relève pour les Giants en 2014 et, malgré une victoire à sa fiche, éprouve des difficultés avec une moyenne de points mérités de 6,30 en 20 manches lancées. Il est retourné aux Yankees de New York le 11 juin 2014 contre une somme d'argent. Il relance sa saison chez les Yankees, où il maintient une moyenne de points mérités de seulement 1,85 en 39 manches lancées lors de 30 sorties. Il termine 2014 avec une moyenne de 3,36 en 59 manches et une fiche de 4 victoires et une défaite en 46 matchs joués au total pour San Francisco et New York.
Il signe un contrat des ligues mineures avec les Dodgers de Los Angeles le 9 janvier 2015. Il dispute 3 matchs pour les Dodgers en 2015.
Le 19 janvier 2016, Huff signe une entente des ligues mineures avec les Royals de Kansas City.

## Statistiques
| Saison | Équipe    | G  | GS | CG | SHO | V  | D  | SV | IP    | SO  | ERA  |
| ------ | --------- | -- | -- | -- | --- | -- | -- | -- | ----- | --- | ---- |
| 2009   | Cleveland | 23 | 23 | 0  | 0   | 11 | 8  | 0  | 128.1 | 65  | 5,61 |
| 2010   | Cleveland | 15 | 15 | 1  | 0   | 2  | 11 | 0  | 79.2  | 37  | 6,21 |
| Totaux | Totaux    | 38 | 38 | 1  | 0   | 13 | 19 | 0  | 208.0 | 102 | 5,84 |

Note : G = Matches joués ; GS = Matches comme lanceur partant ; CG = Matches complets ; SHO = Blanchissages ; 
V = Victoires ; D = Défaites ; SV = Sauvetages ; IP = Manches lancées ; SO = Retraits sur des prises ; ERA = Moyenne de points mérités.